# 서병두 (1807년)
서병두(徐丙斗, 1807년 ~ ?)는 조선 후기의 문신이다. 본관은 대구이고, 자(字)는 성위(聖違) 또는 성건(聖建)이다. 본명은 서광두(徐光斗)이다. 1884년 12월 갑신정변이 실패로 돌아가자 이름을 광두에서 병두로 개명하였다.

## 생애
예조참의를 지낸 서상록의 아들로 형은 서광규이다. 음서로 출사하여 1851년 12월 돈녕부판관, 1852년 1월 상호도감사용, 2월 부사과, 1857년 1월 통례원인의, 3월 평시서 주부, 6월 궁령, 1858년 1월 사직서령, 10월 광릉령, 1859년 2월 현륭원령 등을 역임하였다. 1860년 3월 통훈대부로 승진, 1860년(철종 11년) 9월 예산현감(禮山縣監), 1863년 3월 원주판관(原州判官) 겸 원주진관(原州鎭管), 1865년 12월 영천군수(榮川郡守)로 부임하였다. 1866년 6월 선치를 베푼 것이 경상도암행어사의 장계로 보고되어 상을 받았다. 1867년 7월 부평부사(富平府使), 1869년 3월 진위현령(振威縣令)을 역임하고 1870년 2월 별군관으로 돌아왔다가 1872년 11월 성주목사(星州牧使)로 부임하였다.
1880년 8월 70세가 넘은 시종신(侍從臣)을 가자(加資)할 때 특별 가자되어 통정대부 공조참의로 승진하였다. 10월 돈령부도정으로 전임되었다. 1884년 12월 갑신정변이 실패로 돌아가자 집안에서 항렬자를 바꿀 때 이름을 광두에서 병두로 개명하였다. 1886년 1월 나이 80세로 특별 가자되어 가선대부 호조참판 겸 동지의금부사로 가자되었다. 그해 5월 동지돈녕부사로 전임되었다. 1887년 5월 다시 호조참판이 되었다.

## 가계
- 7대조 : 서종제(徐宗悌)
  - 6대조 : 서명백(徐命伯)
    - 5대조 : 서덕수(徐德修)
      - 고조부 : 서유우(徐有祐)
        - 증조부 : 서일보(徐日輔)
          - 할아버지 : 서정순(徐鼎淳)
            - 아버지 : 서상록(徐相祿, 1780년 ~ ?)
            - 어머니 : 이씨
              - 형님 : 서광규(徐光奎, 1802년 ~ ?, 자는 성서(聖瑞))
                - 조카 : 서재원(徐載元)

              - 부인 : 송씨
                - 장남 : 서재후(徐載厚, 1836년 ~ ?)

          - 외조부 : 이동헌(李東獻)
            - 장인 : 송재의(宋在誼)

## 같이 보기
- 서종제
- 서덕수
- 정성왕후
- 서광범
- 서재필
- 서광규